# Pseudoformicaleo nobilis
Pseudoformicaleo nobilis är en insektsart som beskrevs av Navás 1926. Pseudoformicaleo nobilis ingår i släktet Pseudoformicaleo och familjen myrlejonsländor. Inga underarter finns listade i Catalogue of Life.